# Fødselshjælperfrø
Fødselshjælperfrø (Alytes obstetricans) er en frø i slægten fødselshjælperfrøer i familien Alytidae (tidligere Discoglossidae). Den findes i Belgien, Frankrig, Tyskland, Luxembourg, Holland, Portugal, Spanien, Schweiz og Storbritannien (i sidstnævnte dog kun som en indført art). Ligesom andre medlemmer af sin slægt (Alytes) bærer hannen æggene rundt på sin ryg og sine lår, indtil de er klar til at klække.
Dens naturlige levesteder er tempererede skove, tørre skove, buskland, floder, ferskvandssøer, ferskvandssumpe, tempereret ørken, agerjord, græsningsarealer og byområder. Den er truet af tab af levesteder.

## Beskrivelse
Fødselshjælperfrøen kan blive op til 5,5 cm lang, men er normalt noget mindre end det, og hunnerne er generelt større end hannerne. Den er bred og kraftig og har et stort hoved med fremtrædende øjne, hvor pupillerne er lodrette spalter. Huden er for det meste glat med nogle små vorter og knopper og en række store vorter ned langs hver side. Parotoidkirtlerne er små, og der er yderligere kirtler i underarms- og ankelregionerne. Der er tre knolde på hver mellemhånd. Farven er ret variabel, ofte grå, olivenfarvet eller brun, nogle gange spættet med små grønlige eller brune pletter. De store vorter er ofte rødlige eller gule. Undersiden er lysegrå, ofte med pletter af mørkere grå på halsen og brystet.

## Udbredelse og levested
Fødselshjælperfrøen findes i en række lande i Nordvesteuropa. Den er almindelig i hele Frankrig og findes også i det sydlige Belgien og Holland, Luxembourg, det vestlige Tyskland og det nordlige og vestlige Schweiz. Der er nogle adskilte populationer i Portugal og det nordlige Spanien. I Pyrenæerne findes den i højder på op til 2.400 m. Den findes normalt ikke langt fra vand, men vandrer nogle gange 500 m væk, og lever ofte på solrige steder. Det kan være kuperede områder, dyrket jord, stenbrud, klippeskråninger, grusgrave, skove, parker og haver. Den er aktiv i skumringen og om natten og tilbringer dagen skjult i underskoven, i sprækker eller under træstammer eller sten på et sted, hvor den kan holde sig fugtig. Den kan grave en hule med forbenene, som den kan ligge i, og tilbringer vinteren i dvale på land. Forskning har vist, at fire af de indførte populationer i Bedfordshire, England, har samme oprindelse gennem sekventering af 16S- og COI-gensekvenser. Men på grund af begrænsninger i referencedatabasen kan forskerne ikke være sikre på det nøjagtige oprindelsessted. Forskere har bemærket en række misdannelser i lemmerne hos de indførte populationer, der findes i hele Storbritannien, hvilket sandsynligvis hænger sammen med små grundlæggerpopulationer.

## Systematik
Fødselshjælperfrøen (Alytes obstetricans) har fire underarter inden for sit udbredelsesområde, A. o. almogavarii, A. o. boscai, A. o. obstetrikere og A. o. pertinax. A. o. Obstetricans er den underart, der har den største udbredelse, og spreder sig fra Den Iberiske Halvø nordpå til resten af dens udbredelsesområde. De tre andre underarter er lokale på Den Iberiske Halvø. Disse underarter blev dannet under glaciale refugieforhold under de klimatiske udsving i Plio-Pleistocæn. På grund af genetiske forskelle mellem disse populationer er deres individuelle bevarelse meget vigtig. For nylig er A. o. almogavarii blevet anbefalet som en uafhængig begyndende art Alytes almogavarii, da det har vist sig, at den bevæger sig mod et totalt uigennemtrængeligt genflow.

## Opførsel
Når fødselshjælperfrøen trues, puster den sig op og fylder sig med luft, så den ser så stor ud som muligt. Den kan også rejse sig op på alle fire ben, løfte bagdelen og stå i en truende stilling med hovedet nedad og lukkede øjne.
Reproduktion finder sted om foråret og sommeren. Hunnen opsøger en han og inviterer ham til at parre sig. Hunner er mere tilbøjelige til at vælge større hanner på grund af ders bedre fysik. Hannen fortsætter med at holde hunnen rundt om siderne og bruger sine tæer til at stimulere hendes kloak. Efter cirka en halv time klemmer han hende hårdt på siderne, hvorved hun strækker bagbenene og udstøder en klump af æg indlejret i geléstrenge. Hannen slipper hende fri og inseminerer ægmassen med sin sæd. Lidt senere begynder han at hive og skubbe i æggemassen og vikle den ud, så han kan vikle strengene om sine bagben. Han kan parre sig igen, mens æggene er snoet rundt om hans ben og kan bære op til tre kuld æg ad gangen, i alt omkring 150 æg. Han passer dem, indtil de klækker efter 3 til 8 uger. Han holder dem fugtige ved at ligge et fugtigt sted om dagen og ved at tage en svømmetur, hvis der er risiko for, at de tørrer ud. Han kan udskille et stof gennem huden, der beskytter æggene mod infektion. Når æggene er ved at klække, løsner han dem i et roligt vandområde som en grøft, landsbydam, kilde eller drikketrug. Der er dokumentation, der indikerer, at dette kan omfatte midlertidige vandområder, såsom dem, der findes i urtepotteskjulere i byhaver. Æggene klækkes til haletudser, som spiser og vokser i løbet af flere måneder, udvikler lemmer, mister deres haler og til sidst undergår metamorfose til unge frøer. De kan overvintre som haletudser og blive usædvanligt store i processen.

## Kost
Fødselshjælperfrø lever mest af insekter og andre leddyr, samt ådsler.

## Rolle i biologins historie, videnskabssociologi
Arthur Koestlers bog fra 1971, The Case of the Midwife Toad, gav arten en rolle i nytænkningen om udviklingen af videnskabelige paradigmer baseret historien på Paul Kammerer, som hævdede at have påvist Lamarckiansk nedarvning i eksperimenter med frøen.